# Гаптофіти
Гаптофіти, гаптофітові водорості (Haptophyta) — систематична клада еукаріот з групи Haptista. Найвідоміші гаптофіти — це кокколітофориди, які складають 673 із 762 описаних видів гаптофітів, які мають екзоскелет з вапняних пластин, які називаються кокколітами. Кокколітофори є одними з найпоширеніших морських фітопланктонів, особливо у відкритому океані, і надзвичайно поширені у вигляді мікрофосілій, утворюючи відкладення крейди. Серед інших планктонних гаптофітових водоростей варто відзначити Chrysochromulina і Prymnesium, які періодично спричинняють токсичне цвітіння морської води, і Phaeocystis, блюми з яких можуть утворювати неприємну піну, яка часто накопичується на пляжах.

## Опис
Гаптофіти — група аутотрофних, осмотрофних або фаготрофних найпростіших, які населяють морські екосистеми. Гаптофіти, як правило, одноклітинні, але трапляються і колоніальні форми. Незважаючи на маленький розмір, ці організми відіграють дуже велику і важливу роль в геохімічних циклах вуглецю і сірки.
Гаптофітові водорості мають чотирьохмембранні хлоропласти, які еволюційно пішли від червоних водоростей. Зовнішня мембрана хлоропласта переходить у зовнішню мембрану ядра, на її поверхні розташовуються рибосоми. Відсутня перипластидна сітка і оперізуюча ламела, ДНК хлоропласта не зібране в коло.

## Класифікація
Підтип Haptophytina Cavalier-Smith 2015 [Haptophyta Hibberd 1976 sensu Ruggerio et al. 2015]
- Клада Rappemonada Kim et al. 2011
  - Клас Rappephyceae Cavalier-Smith 2015
    - Порядок Rappemonadales
      - Родина Rappemonadaceae
- Клада Haptomonada (Margulis & Schwartz 1998) [Haptophyta Hibberd 1976 emend. Edvardsen & Eikrem 2000; Prymnesiophyta Green & Jordan, 1994; Prymnesiomonada; Prymnesiida Hibberd 1976; Haptophyceae Christensen 1962 ex Silva 1980; Haptomonadida; Patelliferea Cavalier-Smith 1993]
  - Клас Pavlovophyceae Cavalier-Smith 1986 [Pavlovophycidae Cavalier-Smith 1986]
    - Порядок Pavlovales Green 1976
      - Родина Pavlovaceae Green 1976

  - Клас Prymnesiophyceae Christensen 1962 emend. Cavalier-Smith 1996 [Haptophyceae s.s.; Prymnesiophycidae Cavalier-Smith 1986; Coccolithophyceae Casper 1972 ex Rothmaler 1951]
    - Родина †Eoconusphaeraceae Kristan-Tollmann 1988 [Conusphaeraceae]
    - Родина †Goniolithaceae Deflandre 1957
    - Родина †Lapideacassaceae Black, 1971
    - Родина †Microrhabdulaceae Deflandre 1963
    - Родина †Nannoconaceae Deflandre 1959
    - Родина †Polycyclolithaceae Forchheimer 1972 emend Varol, 1992
    - Родина †Lithostromationaceae Deflandre 1959
    - Родина †Rhomboasteraceae Bown, 2005
    - Родина Braarudosphaeraceae Deflandre 1947
    - Родина Ceratolithaceae Norris 1965 emend Young & Bown 2014 [Triquetrorhabdulaceae Lipps 1969 — cf Young & Bown 2014]
    - Родина Alisphaeraceae Young et al., 2003
    - Родина Papposphaeraceae Jordan & Young 1990 emend Andruleit & Young 2010
    - Родина Umbellosphaeraceae Young et al., 2003 [Umbellosphaeroideae]
    - Порядок †Discoasterales Hay 1977
      - Родина †Discoasteraceae Tan 1927
      - Родина †Heliolithaceae Hay & Mohler 1967
      - Родина †Sphenolithaceae Deflandre 1952
      - Родина †Fasciculithaceae Hay & Mohler 1967

    - Порядок Phaeocystales Medlin 2000
      - Родина Phaeocystaceae Lagerheim 1896

    - Порядок Prymnesiales Papenfuss 1955 emend. Edvardsen and Eikrem 2000
      - Родина Chrysochromulinaceae Edvardsen, Eikrem & Medlin 2011
      - Родина Prymnesiaceae Conrad 1926 ex Schmidt 1931

    - Підклас Calcihaptophycidae
      - Порядок Isochrysidales Pascher 1910 [Prinsiales Young & Bown 1997]
        - Родина †Prinsiaceae Hay & Mohler 1967 emend. Young & Bown, 1997
        - Родина Isochrysidaceae Parke 1949 [Chrysotilaceae; Marthasteraceae Hay 1977]
        - Родина Noëlaerhabdaceae Jerkovic 1970 emend. Young & Bown, 1997 [Gephyrocapsaceae Black 1971]

      - Порядок †Eiffellithales Rood, Hay & Barnard 1971 (loxolith; imbricating murolith)
        - Родина †Chiastozygaceae Rood, Hay & Barnard 1973 [Ahmuellerellaceae Reinhardt, 1965]
        - Родина †Eiffellithaceae Reinhardt 1965
        - Родина †Rhagodiscaceae Hay 1977

      - Порядок Stephanolithiales Bown & Young 1997 (protolith; non-imbrication murolith)
        - Родина Parhabdolithaceae Bown 1987
        - Родина †Stephanolithiaceae Black 1968 emend. Black 1973

      - Порядок Zygodiscales Young & Bown 1997 [Crepidolithales]
        - Родина Helicosphaeraceae Black 1971
        - Родина Pontosphaeraceae Lemmermann 1908
        - Родина †Zygodiscaceae Hay & Mohler 1967

      - Порядок Syracosphaerales Ostenfeld 1899 emend. Young et al., 2003 [Rhabdosphaerales Ostenfeld 1899]
        - Родина Calciosoleniaceae Kamptner 1927
        - Родина Syracosphaeraceae Lohmann, 1902 [Halopappiaceae Kamptner 1928] (caneolith & cyrtolith; murolith)
        - Родина Rhabdosphaeraceae Haeckel, 1894 (planolith)

      - Порядок †Watznaueriales Bown 1987 (imbricating placolith)
        - Родина †Watznaueriaceae Rood, Hay & Barnard 1971

      - Порядок †Arkhangelskiales Bown & Hampton 1997
        - Родина †Arkhangelskiellaceae Bukry 1969
        - Родина †Kamptneriaceae Bown & Hampton 1997

      - Порядок †Podorhabdales Rood 1971 [Biscutales Aubry 2009; Prediscosphaerales Aubry 2009] (non-imbricating or radial placolith)
        - Родина †Axopodorhabdaceae Wind & Wise 1977 [Podorhabdaceae Noel 1965]
        - Родина †Biscutaceae Black, 1971
        - Родина †Calyculaceae Noel 1973
        - Родина †Cretarhabdaceae Thierstein 1973
        - Родина †Mazaganellaceae Bown 1987
        - Родина †Prediscosphaeraceae Rood et al., 1971 [Deflandriaceae Black 1968]
        - Родина †Tubodiscaceae Bown & Rutledge 1997

      - Порядок Coccolithales Schwartz 1932 [Coccolithophorales]
        - Родина Reticulosphaeraceae Cavalier-Smith 1996 [Reticulosphaeridae]
        - Родина Calcidiscaceae Young & Bown 1997
        - Родина Coccolithaceae Poche 1913 emend. Young & Bown, 1997 [Coccolithophoraceae]
        - Родина Pleurochrysidaceae Fresnel & Billard 1991
        - Родина Hymenomonadaceae Senn 1900 [Ochrosphaeraceae Schussnig 1930]